# A Wing and a Prayer
A Wing and a Prayer è un album discografico di Matt Kelly, pubblicato dall'etichetta discografica Relix Records nel 1985.
La pubblicazione dell'album su CD (Relix Records e Castle Communications Records), contiene un brano aggiunto.

## Tracce
Lato A
1. Eyes of the Night – 2:42 (Barry Flast)
2. Mona – 3:06 (Ellis McDaniels)
3. Dangerous Relations – 3:27 (Matt Kelly, Bill Cutler)
4. Over and Over – 3:38 (Matt Kelly, Brent Mydland)
5. Shining Dawn – 4:11 (Matt Kelly, M. Strange, Ron Eglit)

Durata totale: 17:04
Lato B
1. It Ain't Easy – 2:07 (Long John Baldry)
2. Ridin' High – 4:59 (Bill Cutler)
3. Next Time You See Me – 2:52 (Little Junior Parker)
4. Mess Around – 2:52 (Ahmet Ertegun)
5. Harpoon Magic – 1:38 (Matt Kelly, Bill Cutler)
6. If That's the Way – 3:44 (Dave Torbert)

Durata totale: 18:12
Edizione CD del 1994, pubblicato dalla Relix Records (RRCD-2010)
1. Eyes of the Night – 2:47 (Barry Flast)
2. Mona – 3:10 (Bo Diddley)
3. Dangerous Relations – 3:32 (Matt Kelly, Bill Cutler)
4. Over and Over – 3:45 (Matt Kelly, Brent Mydland)
5. Shining Dawn – 4:21 (Matt Kelly, M. Strange, Ron Eglit)
6. I Got to Be Me – 3:22 (Sammy Davis Jr.)
7. It Ain't Easy – 2:11 (Long John Baldry)
8. Ridin' High – 5:09 (Bill Cutler)
9. Next Time You See Me – 2:57 (Little Junior Parker)
10. Mess Around – 1:44 (Ahmet Ertegun)
11. Harpoon Magic – 3:00 (Matt Kelly, Bill Cutler)
12. If That's the Way – 3:48 (Dave Torbert)

Durata totale: 39:46

## Musicisti
Eyes of the Night
- Matt Kelly - chitarra ritmica, accompagnamento vocale-cori
- Bob Weir - voce solista
- Stan Coley - chitarra solista, chitarra ritmica
- J.D. & Red - sintetizzatore
- Colby Pollard - basso
- Chris Herold - batteria
- Brent Mydland - accompagnamento vocale-cori
- Rahni Kugal - accompagnamento vocale-cori
- Barry Flast - accompagnamento vocale-cori

Mona
- Matt Kelly - chitarra ritmica, congas, percussioni, accompagnamento vocale-cori
- Dave Torbert - voce solista, basso
- John Cipollina - chitarra slide
- Robbie Hoddinott - chitarra solista
- Patti Cathcart - accompagnamento vocale-cori

Dangerous Relations
- Matt Kelly - chitarra elettrica ritmica
- Bob Weir - voce solista, chitarra acustica
- Jerry Garcia - chitarra solista
- Ron Eglit - chitarra pedal steel
- Dave Torbert - basso
- Chris Herold - batteria
- Rahni Rains - accompagnamento vocale-cori

Over and Over
- Matt Kelly - chitarra ritmica
- Brent Mydland - voce solista
- Robbie Hoddinott - chitarra solista
- Nicky Hopkins - pianoforte
- Stan Coley - sintetizzatore
- Bob Wright - organo
- Dave Torbert - basso
- Mark Nielsen - batteria
- Sam Clayton - congas

Shining Dawn
- Matt Kelly - chitarra ritmica, armonica, accompagnamento vocale-cori
- Brent Mydland - voce solista
- Robbie Hoddinott - chitarra solista
- Nicky Hopkins - pianoforte
- Stan Coley - sintetizzatore, strumenti ad arco
- Fred Campbell - basso
- Bill Kreutzmann - batteria
- Patti Cathcart - accompagnamento vocale-cori
- Barry Flast - accompagnamento vocale-cori[1]

I Got to Be Me
- Matt Kelly - chitarra, chitarra slide
- Robbie Hoddinott - chitarra
- Jerry Miller - chitarra
- Scotty Quick - chitarra
- Dave Fogal - pianoforte
- Bob Wright - organo
- Dave Torbert - basso
- Patti Cathcart - accompagnamento vocale-cori
- San Mateo Baptist Church Choir - accompagnamento vocale-cori[2]

It Ain't Easy
- Matt Kelly - armonica
- Patti Cathcart - voce solista, accompagnamento vocale-cori
- Michael Bloomfield - chitarra solista
- Jerry Miller - chitarra solista
- Scotty Quick - chitarra ritmica
- Dave Vogel - pianoforte
- Bob Wright - organo hammond
- Jerry Martini - strumenti a fiato
- Dave Torbert - basso
- Rahni Rains - accompagnamento vocale-cori

Ridin' High
- Matt Kelly - chitarra ritmica, armonica, accompagnamento vocale-cori
- Bob Weir - voce solista, accompagnamento vocale-cori, chitarra acustica
- Rahni Rains - voce solista, accompagnamento vocale-cori
- Jerry Garcia - chitarra solista
- Ron Eglit - chitarra pedal steel
- Mick Ward - pianoforte
- Bob Wright - organo hammond
- Dave Torbert - basso
- Patti Cathcart - accompagnamento vocale-cori
- Bill Cutler - accompagnamento vocale-cori
- Rahni Rains - accompagnamento vocale-cori

Next Time You See Me
- Matt Kelly - voce solista
- Michael Bloomfield - chitarra solista
- Robbie Hoddinott - chitarra solista
- Jerry Miller - chitarra ritmica
- Mel Brown - chitarra ritmica
- Michael O'Neil - chitarra slide
- Mark Naftalin - pianoforte
- Jerry Martini - strumenti a fiato
- Dave Torbert - basso

Mess Around
- Matt Kelly - chitarra ritmica, armonica, accompagnamento vocale-cori
- Dave Torbert - voce solista, basso, accompagnamento vocale-cori
- Bobby Cochran - chitarra solista
- Mike Ward - pianoforte
- Chris Herold - batteria
- Patti Cathcart - accompagnamento vocale-cori

Harpoon Magic
- Matt Kelly - armonica
- Dave Torbert - voce solista, basso
- Dave Nelson - chitarra elettrica, chitarra acustica
- Buddy Cage - chitarra pedal steel
- Keith Godchaux - pianoforte
- Patti Cathcart - accompagnamento vocale-cori
- Rahni Rains - accompagnamento vocale-cori

If That's the Way
- Matt Kelly - armonica, chitarra solista, chitarra ritmica, accompagnamento vocale-cori
- Brent Mydland - voce solista
- Stan Coley - chitarra solista
- Nicky Hopkins - pianoforte
- Bob Wright - organo hammond
- Dave Torbert - basso, accompagnamento vocale-cori[1]